# Pierre Laujon
Pierre Laujon, né le 13 janvier 1727 à Paris où il est mort le 13 juillet 1811, est un goguettier, poète, chansonnier et auteur dramatique français.

## Biographie
À peine sorti du collège Louis-le-Grand, il débute au théâtre où ses succès lui gagnent la bienveillance du comte de Clermont, qui le nomme secrétaire de ses commandements. Il occupe ensuite la même place dans la maison du prince de Condé et dirige les fêtes de Chantilly. Il remplace Gentil-Bernard comme secrétaire général des dragons, ce qui lui assure les appointements considérables de 20 000 livres par an.
Membre de la deuxième société du Caveau, où il avait chanté avec Charles-François Panard, Alexis Piron et Charles Collé, il fait partie des dîners du Vaudeville et du Caveau moderne, avec Armand Gouffé et Marc-Antoine Désaugiers. Il fréquente également l'Union des arts et de l'amitié en goguette et est membre de la Société académique des Enfants d'Apollon. Il est l'ami du célèbre chanteur des rues Aubert.
En 1807, à l'âge de quatre-vingts ans, il est élu membre de l’Académie française dans la classe de la langue et de la littérature française de l'Institut impérial.
Il fut inhumé au cimetière du Père-Lachaise (4e division) avant que sa tombe soit relevée.

## Une chanson jadis célèbre
Une chanson de Laujon, aujourd'hui oubliée, a été aimée et adoptée par le grand public au point de passer finalement pour une ancienne chanson traditionnelle. Au XXe siècle, Joseph Canteloube l'a retrouvée en Touraine, par exemple, « paroles et musique » « conservée par la tradition orale ». Il la ensuite fait figurer dans son Anthologie des chants populaires français (T. IV, Touraine, p. 206) en restituant en note le nom de son auteur d'origine.
Un rappel en bas de page d'un recueil de chansons publié à Paris en 1843 précise : « Paisibles bois, verger délicieux, est une très vieille chanson que nos pères chantaient souvent à table. »
Or il s'agit en fait d'une chanson de Pierre Laujon, extraite de la scène 4 de son ballet-héroïque Æglé représenté pour la première fois en 1776.
Paisibles bois, vergers délicieux,

J'abandonne, pour vous, le séjour du tonnerre.

J'ai laissé mon rang dans les cieux ; 

Tous mes plaisirs sont sur la terre.
Æglé me croit berger ; que mon cœur est flatté ! 

Mon rang est un secret qu'il faut que je lui cèle, 

Même après ma félicité.
Comme berger, je goûterai près d'elle 

Les plaisirs de l'amour et de l'égalité ; 

Et si je me souviens de ma divinité, 

Ce sera pour brûler d'une ardeur éternelle.
Paisibles bois, vergers délicieux,

J'abandonne, pour vous, le séjour du tonnerre.

J'ai laissé mon rang dans les cieux ; 

Tous mes plaisirs sont sur la terre.

## Œuvres

### Spectacles
- La Fille, la veuve et la femme, parodie nouvelle des Fêtes de Thalie, Théâtre italien de Paris, 21 août 1745
- Daphnis et Chloé, pastorale, Paris, Académie royale de musique, 28 septembre 1747. Musique de Joseph Bodin de Boismortier.
- Recueil des comédies et ballets, représentés sur le théâtre des petits appartements pendant l'hiver de 1747 à 1748
- La Journée galante, ballet héroïque en 3 actes, représenté devant le Roi, sur le théâtre des petits appartemens à Versailles, le 25 février 1750
- La Toilette de Vénus et Léandre et Héro, 2 pièces lyriques, musique de Pierre de La Garde, représentées le 25 février 1750 au « Théâtre des Petits Appartements »[5]
- Zéphire et Fleurette, parodie en 1 acte de Zelindor de François-Augustin de Paradis de Moncrif, Théâtre italien de Paris, 23 mars 1754
- L'Amour impromptu, parodie de l'acte d'Eglé dans les Talents lyriques, Paris, Opéra-Comique, 10 juillet 1756
- Armide, parodie de l'opéra d'Armide, en 4 actes, Théâtre italien de Paris, 11 janvier 1762
- Ismène et Isménias, ou la Fête de Jupiter, tragédie lyrique en 3 actes de Jean-Benjamin de La Borde, représenté devant Leurs Majestés, à Choisy, le lundi 13 juin 1763
- Silvie, pastorale en 3 actes avec un prologue de Pierre de La Garde, Pierre Montan Berton et Jean Claude Trial, représenté devant Leurs Majestés à Fontainebleau le 17 octobre 1765
- L'Amoureux de quinze ans, ou la Double fête, comédie en 3 actes et en prose, mêlée d'ariettes, Théâtre italien de Paris, 18 avril 1771
- Æglé, ballet-héroïque en 1 acte, représenté devant Leurs Majestés, à Fontainebleau, le 4 novembre 1776
- Matroco, drame burlesque, en 4 actes et en vers, mêlé d'ariettes et de vaudevilles, représenté devant Leurs Majestés, Théâtre italien de Paris, 1777
- Le Poète supposé, ou les Préparatifs de fête, comédie en 3 actes et en prose, mêlée d'ariettes et de vaudevilles, Théâtre italien de Paris, 25 avril 1782
- Le Couvent, ou les Fruits du caractère et de l'éducation, comédie en 1 acte et en prose, Paris, Théâtre de la Nation, 16 avril 1790
- Le Juif bienfaisant, ou les Rapprochements difficiles, comédie en cinq actes et en prose, imitée de l'anglais, représentée à Rouen en juin 1806

### Varia
- Les À propos de la folie ou Chansons grotesques, grivoises et annonces de parade, 1776
- Notice sur les Dîners du Caveau, publiée dans Les Dîners du Vaudeville, Frimaire an V (1800).
- Œuvres choisies de P. Laujon, contenant ses pièces représentées sur nos principaux théâtres, ses fêtes publiques ou particulières, ses chansons et autres opuscules, avec des anecdotes, remarques et notices relatives à ces divers genres, 1811

## Source
- Gustave Vapereau, Dictionnaire universel des littératures, Paris, Hachette, 1876, p. 1205
- Claude Dugas. - Le dernier poète de cour : Pierre Laujon, chantre de Chantilly. - ca 1956. - manuscrit, 152 p. Catalogue de la SHAS